# 赞美广场

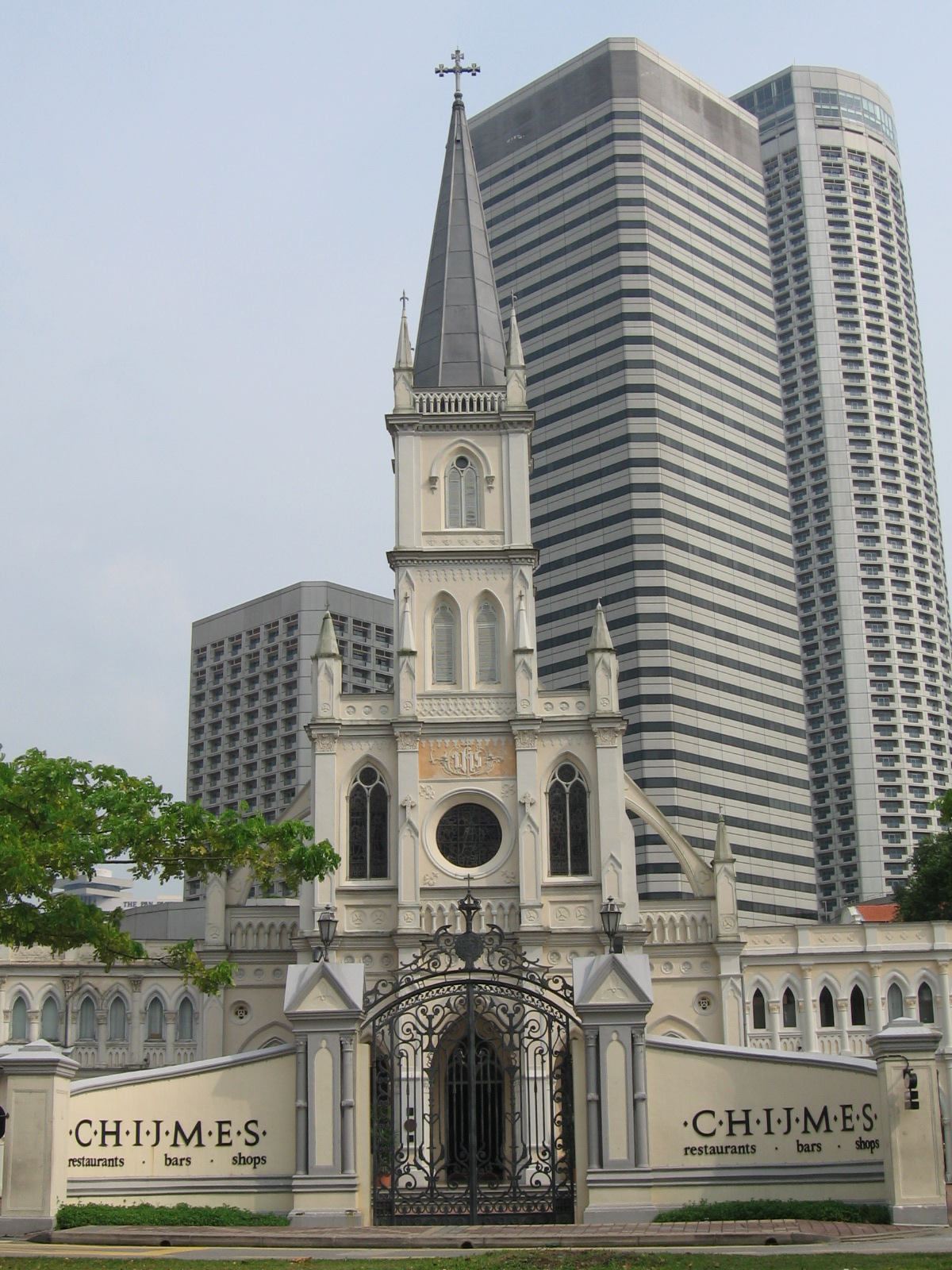
入口

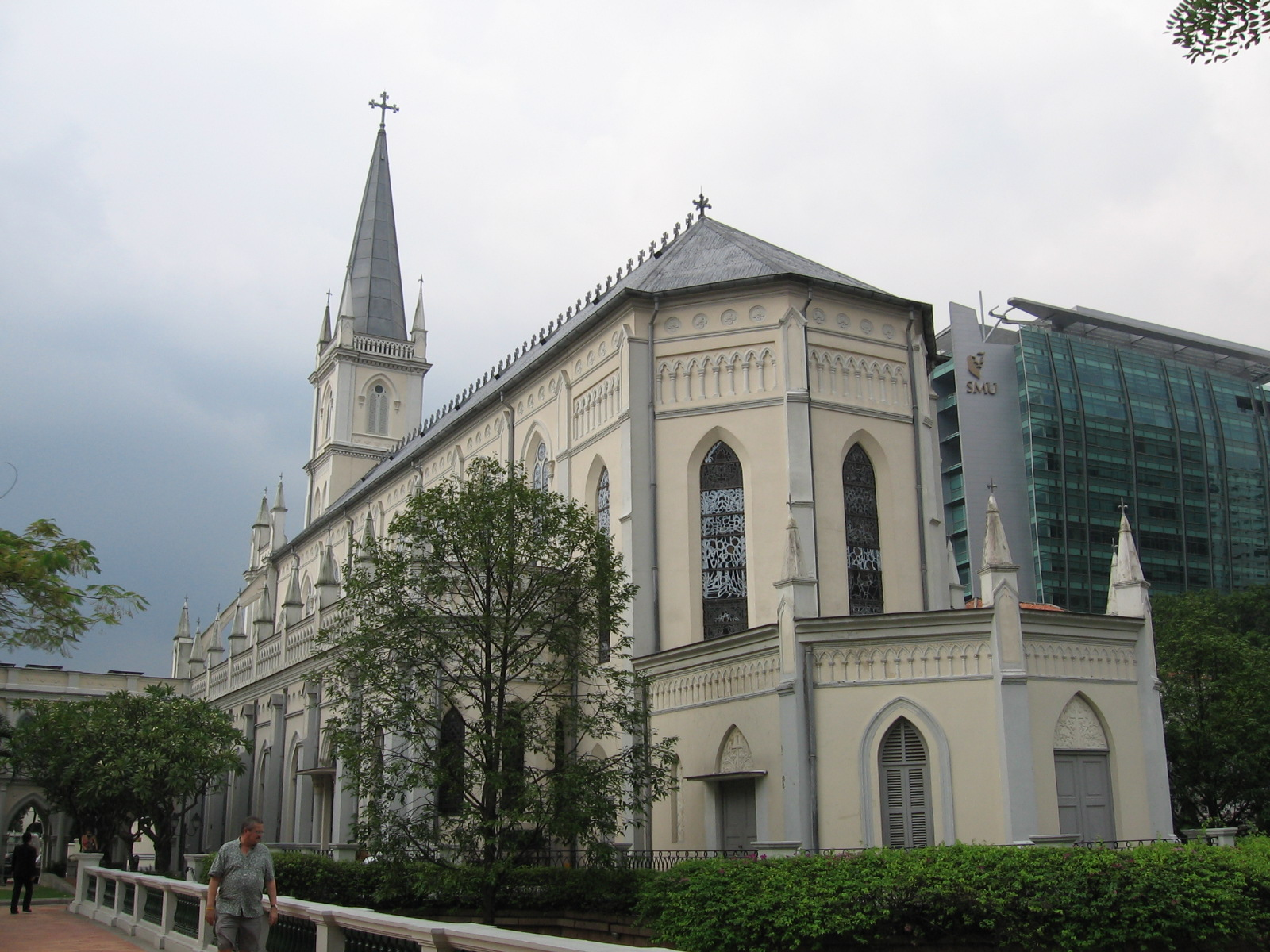
赞美礼堂

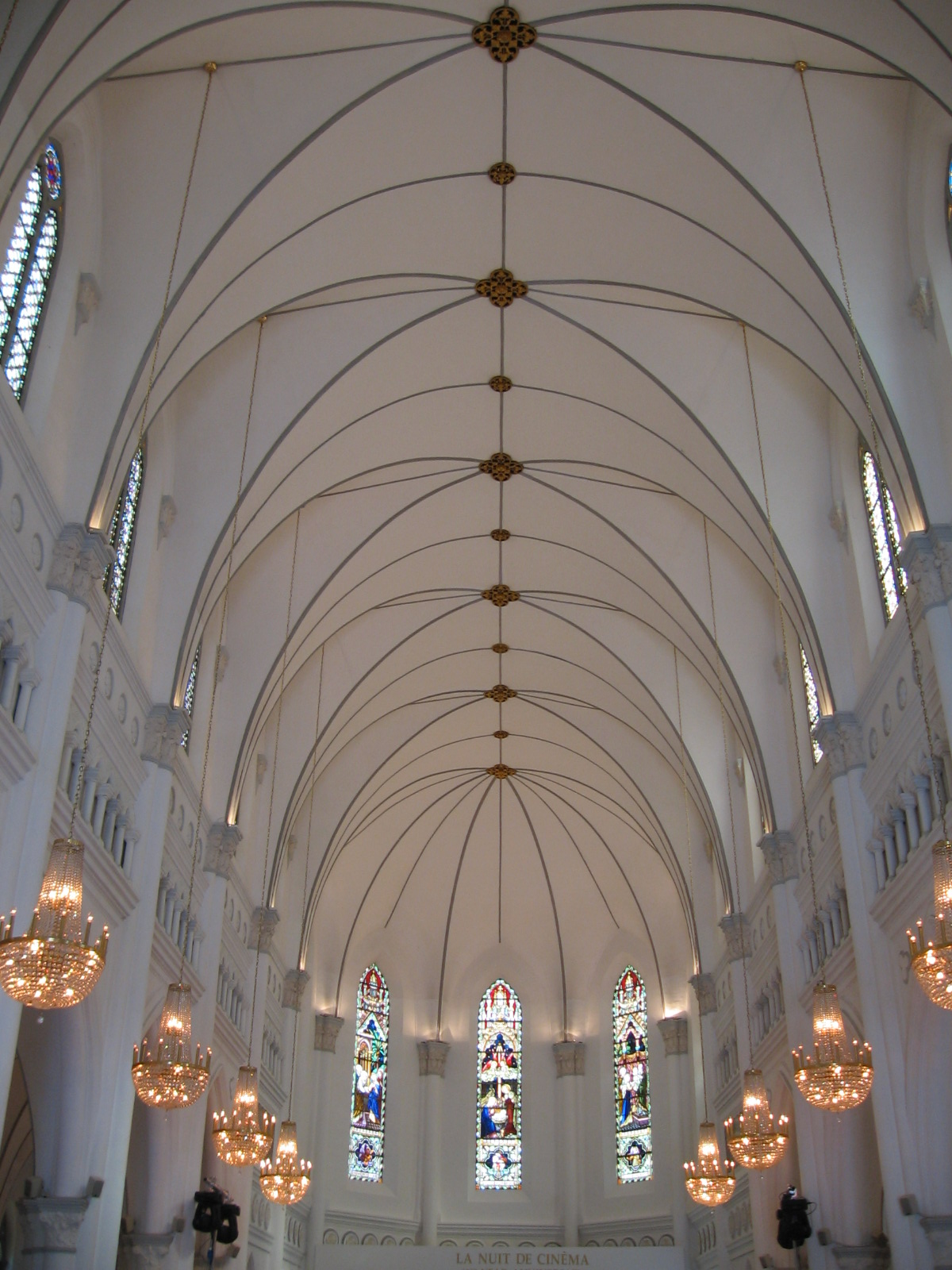
内部

讚美廣場（英語：Chijmes）是新加坡一个歷史悠久的建築群，原為天主教聖婴修女院（CHIJ）及宿舍古德威爾屋（Caldwell House），位於新加坡市中心的維多利亞街（Victoria Street）。
該修道院使用了131年，古德威爾屋建於1840年至1841年，哥特式教堂建於1904年。此教堂現在是一个多用途禮堂，名為贊美禮堂（CHIJMES Hall），用於餐飲、購物、音樂演奏、戲劇表演以及婚禮。而古德威爾屋現在是一个畫廊，兩座建築物都被列為新加坡國立古蹟。

## 流行文化
赞美礼堂是2018年電影《瘋狂亞洲富豪》的婚禮拍攝場地。